# Olympos (Turquie)
Olympos est une ville antique au Sud-Ouest de la Turquie au bord de la mer Méditerranée à 60 km au sud-ouest d'Antalya. 

## Histoire
Le site envahi par la végétation est situé dans le village de Çıralı près de Kemer et Tekirova (6 km de la route nationale qui lie Antalya à Fethiye) connue par ses plages sous haute protection (parc naturel, site protégé) en raison des tortues de mer (espèce en voie de disparition) qui y viennent pondre leurs œufs.
La ville hellénistique date du IIe siècle av. J.-C.. Elle est notamment connue en raison de ses « flammes éternelles ». Ces flammes sont alimentées par un réservoir de méthane abiotique
Elle est une des six villes constituant la Ligue lycienne (alliance instaurée avec des principes démocratiques). 
Elle passe sous le joug romain. Elle comporte plusieurs monuments, notamment un amphithéâtre et des thermes.
Cible des corsaires, elle fut détruite et  ruinée à plusieurs reprises.